# Labastide-Saint-Pierre

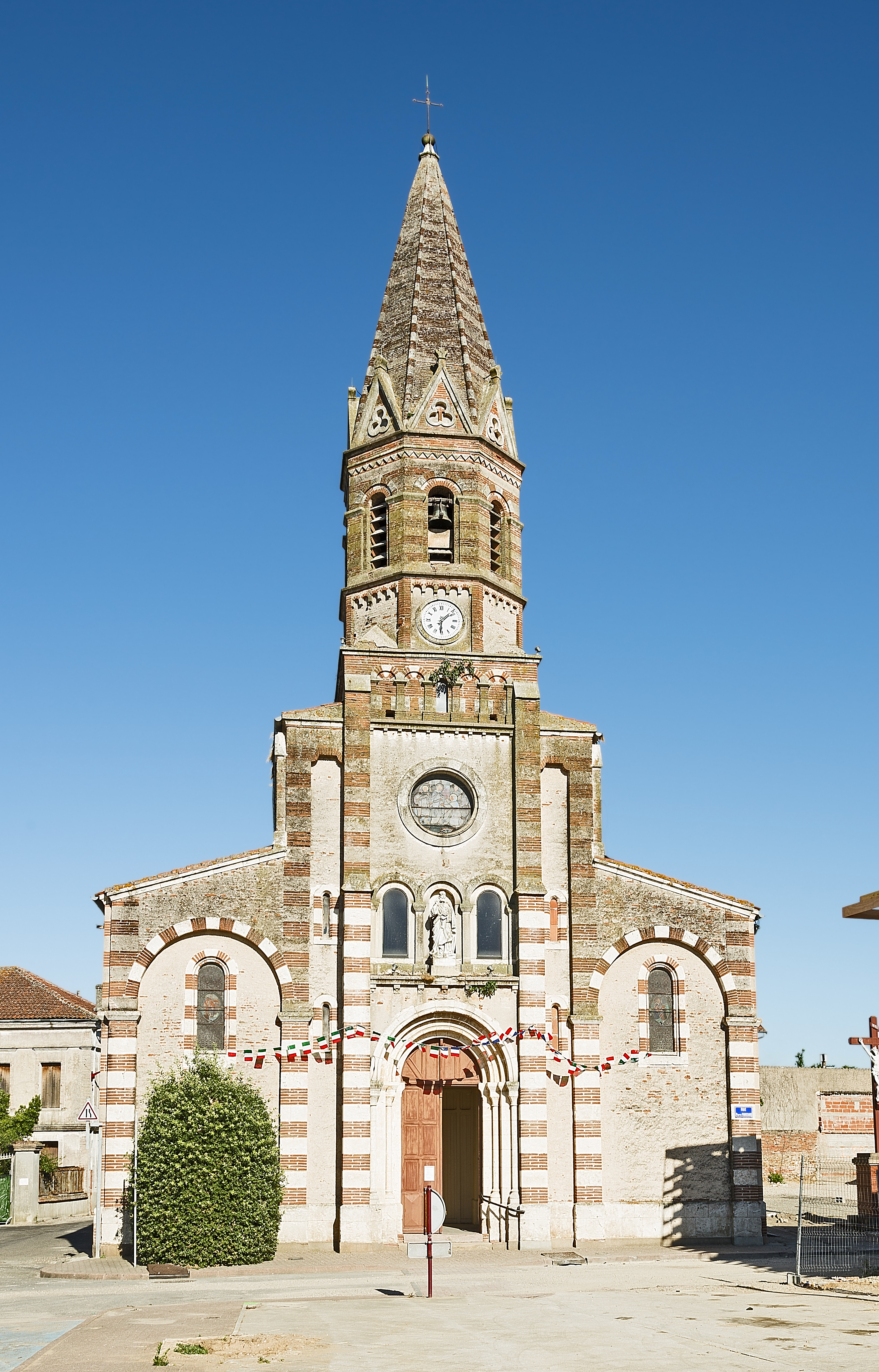
La iglesia.

Labastide-Saint-Pierre es una comuna francesa situada en el departamento de Tarn y Garona, en la región de Occitania.

## Demografía
| 1140 | 1310 | 1848 | 2231 | 2653 | 3043 | 3762 |
| Para los censos de 1962 a 1999 la población legal corresponde a la población sin duplicidades (Fuente: INSEE [Consultar]) |      |      |      |      |      |      |